# Давид Великий Комнин
Дави́д Вели́кий Комни́н (ср.-греч. Δαβίδ Μέγας Κομνηνός; ок. 1408, Трапезунд — 1 ноября 1463, Константинополь) — последний император Трапезунда в 1460—1461 годах.

## Правление
Давид был сыном трапезундского императора Алексея IV Великого Комнина и Феодоры Кантакузины и имел титул деспота — наследника престола Трапезунда. Наследовал власть после смерти своего брата императора Иоанна IV. Давид участвовал в экспедициях брата против генуэзцев, а также выполнял различные дипломатические задачи. В 1458 году он ратифицировал договор брата с османским султаном Мехмедом II в Адрианополе, а позднее в том же году сопровождал свою племянницу Феодору ко двору её нового мужа, Узун-Гасана Ак-Коюнлу.
После того, как скончались братья Давида Иоанн и Александр престол ненадолго перешёл к Алексею, сыну второго. Он правил настолько непродолжительное время, что большинство источников в принципе не упоминают о его правлении, однако Лаоник Халкокондил писал, что Давид узурпировал трон у племянника. Историк Мишель Куршанкис писал о том, что возможной причиной такого поступка мог быть опыт Давида в качестве полководца, благодаря которому он считал себя более хорошим кандидатом.
Давид женился на Марии Готскoй, дочери полунезависимого правителя Феодоро. После смерти Марии (ок. 1447) он женился на Елене Кантакузине, правнучке императора Иоанна VI Кантакузина. С завоеванием Константинополя турками-османами в 1453 году и слабости Феодоро эти брачные союзы не давали Трапезунду серьезных гарантий независимости. Брачный союз с Ак-Коюнлу были немного более жизнеспособным, и Давид, вероятно, сделал ставку на поддержку тюрок. Мусульманские правители Синопа и Карамана также стали союзниками Давида и Узун-Гасана.
В ходе своего правления Давид попытался сформировать полноценную военную коалицию против османского султана Мехмеда II Завоевателя, с участием в ней европейских и азиатских правителей под эгидой папы римского. Примерно в октябре 1460 года некий Людовико да Болонья появился при дворе императора Фридриха III с двумя мужчинами, которые были якобы послами Персии и Грузии. Они принесли письма, подписанные не только их хозяевами, но и еще четырьмя кавказскими правителями, желавшими принять участие в союзе против османов. Во Флоренции к делегации присоединился Микеле Алигьери, который заявил, что он является посланником императора Давида.
Эти дипломатические маневры не остались без внимания турок и ускорили нападение османских войск на Трапезунд. Агент османского султана и казначей Трапезундской империи Георгий Амируци сообщал Мехмеду II все необходимые сведения. Это позволило сделать военный поход турок совершенно неожиданным для Трапезунда. На захват империи двинулся турецкий флот, насчитывавший более 100 кораблей. Сухопутное войско составляло порядка 150 тысяч человек.

## Падение Трапезунда
Притворяясь, что готов вести переговоры с некоторыми из своих соседей, Мехмед II осадил Синоп и добился его капитуляции. Султан послал флот на Трапезунд, а сухопутную армию повел против Узун-Гасана. Мехмед взял пограничную крепость Койлу-Хисар штурмом, и союзники Узун-Гасана караманцы не смогли прийти к нему на помощь. Узун-Гасан послал свою мать, Сара-хатун, с дорогими подарками в лагерь султана просить мира. Ей удалось спасти Ак-Коюнлу от разорения, но она ничем не смогла помочь родине своей невестки, Трапезунду.
После нейтрализации наиболее сильного союзника Давида Мехмед II двинулся на Трапезунд. Его флот высадился в окрестностях города в начале июля, разбил армию Давида и грабил пригороды. Осада города длилась уже более месяца. Османский командир Махмуд-паша начал переговоры с Давидом еще до прибытия султана, и казначей Давида Георгий Амируци посоветовал императору сдаться на предложенных условиях. Когда в августе прибыл Мехмед II, он был недоволен ходом переговоров, но позволил их продолжить. Давиду предлагали сдаться с сохранением имущества и последующей почетной ссылкой во Фракию.
Сдача Давида 15 августа 1461 года знаменует собой конец Трапезундской империи и византийской имперской традиции в целом. Свергнутый император, его семья и придворные были отправлены в Константинополь. Население было разделено на группы, некоторые из местных поступили на службу к султану, другие были выселены в Константинополь, остальным были разрешено заселить окраины самого Трапезунда. Некоторые местные юноши были призваны в янычары.

## После падения империи
Давид был лишён трона и после этого ещё примерно два года прожил в ссылке в Адрианополе вместе со своей семьёй, получая в качестве пенсии доход с поместья в долине реки Струма. Затем он был арестован и привезён в Стамбул, так как султан Мехмед II заподозрил его в связях со своими врагами. 1 ноября 1463 года он вместе со своими сыновьями был казнён. Турки сохранили жизнь из-за его молодого возраста только одному его сыну, Георгию, который перешёл в ислам.
Мария Гаттилузио, вдова старшего брата Давида Александра, была отправлена в гарем султана, так же как и дочь Давида Анна. Сын Марии Алексей стал одним из пажей султана, а впоследствии поступил на службу и разбогател. Елена Кантакузина была наказана за захоронение своих мужа и сына и провела остаток жизни в нищете. Её младший сын, Георгий, ставший мусульманином, с разрешения султана отправился ко двору сестры в Грузию, где вернулся в христианство и женился на грузинской княжне.

## Брак и дети
- Жена: с 1429 года Мария Готская (ум. до 1453), дочь Алексея из Феодоро[8]
- Елена Кантакузина, дочь морийского деспота Димитрия Кантакузина
  - Василий Великий Комнин (убит 1 ноября 1463, Стамбул)
  - Мануил Великий Комнин (убит 1 ноября 1463, Стамбул)
  - Георгий Великий Комнин (убит 1 ноября 1463, Стамбул)
  - Анна Великая Комнина (1447— после 1463); 1-й муж: с 1462 года Мохаммед Заган Паша, беклербек Македонии; 2-й муж: Синан-бек, сын Ильван-бека
  - N. дочь Великая Комнина, муж: Мамия Гуриели, эристави Гурии

## Память
В июле 2013 года Священный синод церкви Греции, а позже и Вселенский патриархат причислили Давида, его сыновей и Алексея к лику святых. Их объявили мучениками из-за их жестокой кончины в бывшей столице Византии. Инициатором этого мероприятия стал митрополит Драмы Павел. День памяти установили в день их официальной кончины, 1 ноября.